# 제6회 아시아 국제 청소년영화제
제6회 아시아 국제 청소년영화제는 2010년 11월 4일에 열린 시상식이다.

## 수상 및 후보

### AIYFF 금용상
- 双喜 - 柱棧雨 수상

### AIYFF 은용상
- 버스 - 장재현 수상

### AIYFF 동용상
- 관계자 외 출입금지 - 이재호 수상
- 불협화음 - 박기훈 수상
- 행복한 사기꾼 - 李季 수상

### 미래영상 심사위원회상
- 不良 - 王子昭 수상

### 미래영상 베스트 감독상
- 双喜 - 柱棧雨 수상

### 미래영상 베스트 촬영상
- 双喜 - 柱棧雨 수상

### 미래영상 베스트 남자연기자상
- 막대사탕 - 이대현 수상

### 미래영상 베스트 여자연기자상
- 双喜 - 柱棧雨 수상

### 미래영상 베스트 애니메이션상
- 나무위에 닭 한 마리 - 黃뙕樂 수상

### 미래영상 베스트 시나리오상
- 낚시하는 아빠 - 조민지 외 2명 수상

### 본선진출작-한국
- 어떤귀로 - 강다애 외 4명
- 피카소도 이랬나요? - 조수미
- 언젠가 - 장진호
- 블루오션 - 김만진
- 파마하는 날 - 송상현
- 물음표를 주세요 - 석연주